# Cours Fides
Pour les articles homonymes, voir Fides.
Le cours Fides est un collège et lycée privé hors contrat parisien.

## Situation
Le cours Fides dispense ses études dans trois centres parisiens. L'un en bordure du Champ-de-Mars, au 87 avenue de la Bourdonnais dans le 7e arrondissement de Paris, un deuxième au 23 boulevard de Beauséjour dans le 16e arrondissement, ainsi qu'au 5 rue Émile-Dubois, dans le 14e arrondissement.

## Histoire
Le cours Godéchoux est créé en 1934. Historiquement, les cours avaient lieu dans un hôtel particulier situé au 10 avenue de la Bourdonnais et accueillait les élèves de la septième jusqu'à la terminale. Les fondateurs étaient M. et Mme Godéchoux. 
Pendant quelques années, le directeur en fut Jean Dessertenne (nom de résistant de Jean Kahn-Dessertenne).
Jean Kahn fait des études de lettres et philosophie, et obtient un poste d'enseignant au cours privé Godéchoux mais, mobilisé au début de la Seconde Guerre mondiale, il décide dès 1940 de rejoindre à Londres le général de Gaulle. Après la guerre, il reprend ses activités de professeur au cours Godéchoux et utilise, dès lors, le nom composé Jean Kahn-Dessertenne. Comme enseignant, il a eu notamment pour élève Jean-Edern Hallier. Il s'intéresse à cette époque aux travaux du psychiatre Serge Lebovici, dont il intègre, en 1950, les « Groupes d'études et de recherche sur la pédagogie ». Jean Kahn-Dessertenne se donne la mort, le 17 avril 1970, en se jetant d'un train à Bonnières-sur-Seine, laissant une lettre d'explication à son fils Axel Kahn (il est également le père de Jean-François Kahn et Olivier Kahn).
Le cours Godéchoux est renommé cours Fides[Quand ?].
En 2011, l'hôtel particulier, vétuste, est vendu à une princesse du Golfe persique pour la somme de 12,5 millions d'euros. 
La même année, la décision est prise de fermer les classes de maternelle et le cours Fides s'agrandit avec une absorption de l'établissement cours Beauséjour, boulevard de Beauséjour. Fides dispose donc désormais de trois sites (7e, 14e et 16e arrondissements).

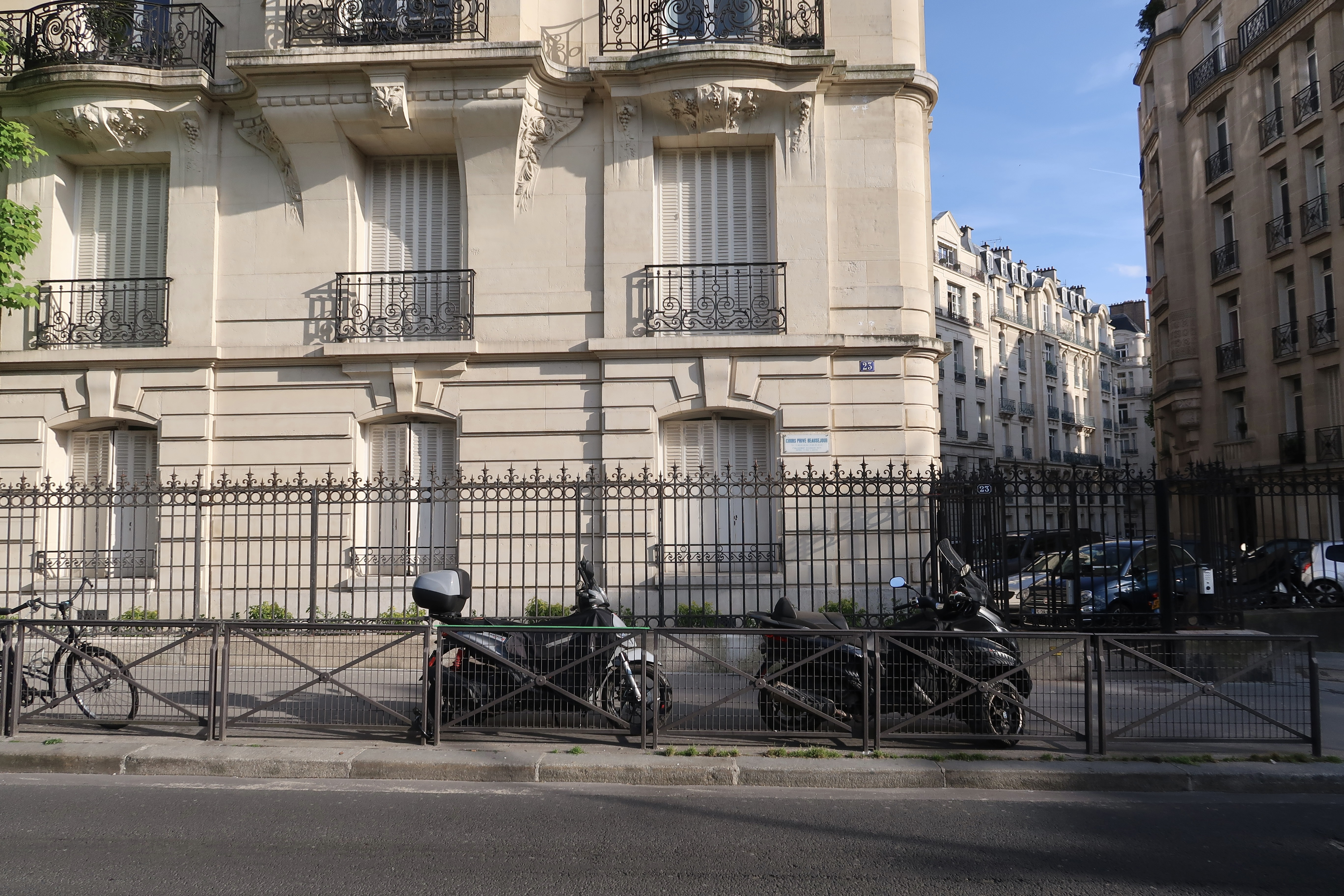
Site Beauséjour.

## Élèves célèbres
- Pierre Assouline : journaliste, chroniqueur de radio, romancier et biographe français.
- Constance Benqué : personnalité des médias[1].
- Paul Belmondo : acteur, coureur automobile français.
- Laura Smet : actrice et chanteuse française.